# Bellator 179
Bellator 179: MacDonald vs. Daley foi um evento de artes marciais mistas (MMA) produzido pelo Bellator Fighting Championships, que ocorreu no dia 19 de maio de 2017, na Arena Wembley, em Londres, Inglaterra. O card principal foi transmitido no Brasil pela Fox Sports, a partir das 21:00h.

## Background
O Bellator voltou a Londres neste evento, com uma luta no peso-meio-médio na atração principal, quando Paul Daley enfrentou Rory MacDonald.
Stav Economou foi originalmente programado para enfrentar Karl Etherington, no peso-pesado. No entanto, o combate foi cancelado, e Economous enfrentou Dan Konecke.
Michael Page foi agendado para enfrentar Derek Anderson na luta co-principal. Porém, a luta foi retirada do card após Page sofrer uma lesão no joelho.